# Иноземцево (станция)
Иноземцево — железнодорожная станция Минераловодского региона Северо-Кавказской железной дороги, находящаяся в посёлке Иноземцево Ставропольского края. Станция расположена на двухпутной железнодорожной ветке Минеральные Воды — Кисловодск.

## Описание
Станция Иноземцево является пассажирской.

## История
В связи с постройкой железной дороги Минеральные Воды — Кисловодск в 1903 году, образована станция Каррас. В 1915 году останки бывшего управляющего Владикавказской железной дороги И. Д. Иноземцева были перезахоронены в селении Каррас на местном железнодорожном разъезде. Тогда и появилась станция его имени — Иноземцево.
17 мая 1894 года открылось регулярное движение поездов на участке Минеральные Воды — Кисловодск.
10 июля 1944 года восстановлено бесперебойное железнодорожное сообщение между Минераловодской узловой станцией и курортными городами Кавминвод.

## Пригородное сообщение по станции
По состоянию на март 2016 года по станции курсируют следующие поезда пригородного сообщения:
| № поезда | Маршрут движения              | № поезда | Маршрут движения              |
| -------- | ----------------------------- | -------- | ----------------------------- |
| 6101     | Кисловодск — Минеральные Воды | 6102     | Минеральные Воды — Кисловодск |
| 6103     | Кисловодск — Минеральные Воды | 6104     | Минеральные Воды — Кисловодск |
| 6105     | Кисловодск — Минеральные Воды | 6106     | Минеральные Воды — Кисловодск |
| 6107     | Кисловодск — Минеральные Воды | 6108     | Минеральные Воды — Кисловодск |
| 6109     | Кисловодск — Минеральные Воды | 6110     | Минеральные Воды — Кисловодск |
| 6111     | Кисловодск — Минеральные Воды | 6112     | Минеральные Воды — Кисловодск |
| 6113     | Кисловодск — Пятигорск        | 6122     | Пятигорск — Кисловодск        |
| 6115     | Кисловодск — Минеральные Воды | 6114     | Минеральные Воды — Кисловодск |
| 6117     | Кисловодск — Минеральные Воды | 6116     | Минеральные Воды — Кисловодск |
| 6119     | Кисловодск — Минеральные Воды | 6118     | Минеральные Воды — Кисловодск |
| 6121     | Кисловодск — Минеральные Воды | 6120     | Минеральные Воды — Кисловодск |
| 6123     | Кисловодск — Минеральные Воды | 6124     | Минеральные Воды — Кисловодск |
| 6125     | Кисловодск — Лермонтовская    | 6132     | Лермонтовская — Кисловодск    |
| 6127     | Кисловодск — Минеральные Воды | 6126     | Минеральные Воды — Кисловодск |
| 6129     | Кисловодск — Минеральные Воды | 6128     | Минеральные Воды — Кисловодск |
| 6131     | Кисловодск — Пятигорск        | 6136     | Пятигорск — Кисловодск        |
| 6133     | Кисловодск — Минеральные Воды | 6130     | Минеральные Воды — Кисловодск |
| 6135     | Кисловодск — Минеральные Воды | 6134     | Минеральные Воды — Кисловодск |
| 6137     | Кисловодск — Минеральные Воды | 6138     | Минеральные Воды — Кисловодск |
| 6139     | Кисловодск — Минеральные Воды | 6140     | Минеральные Воды — Кисловодск |
| 6141     | Кисловодск — Лермонтовская    | 6146     | Лермонтовская — Кисловодск    |
| 6143     | Кисловодск — Минеральные Воды | 6142     | Минеральные Воды — Кисловодск |
| 6145     | Кисловодск — Минеральные Воды | 6144     | Минеральные Воды — Кисловодск |
| 6147     | Кисловодск — Минеральные Воды | 6148     | Минеральные Воды — Кисловодск |

## Адрес вокзала
357500, Россия, Ставропольский край, пос. Иноземцево, ул. Крупской, 1-Б